# General-San-Martín-Park

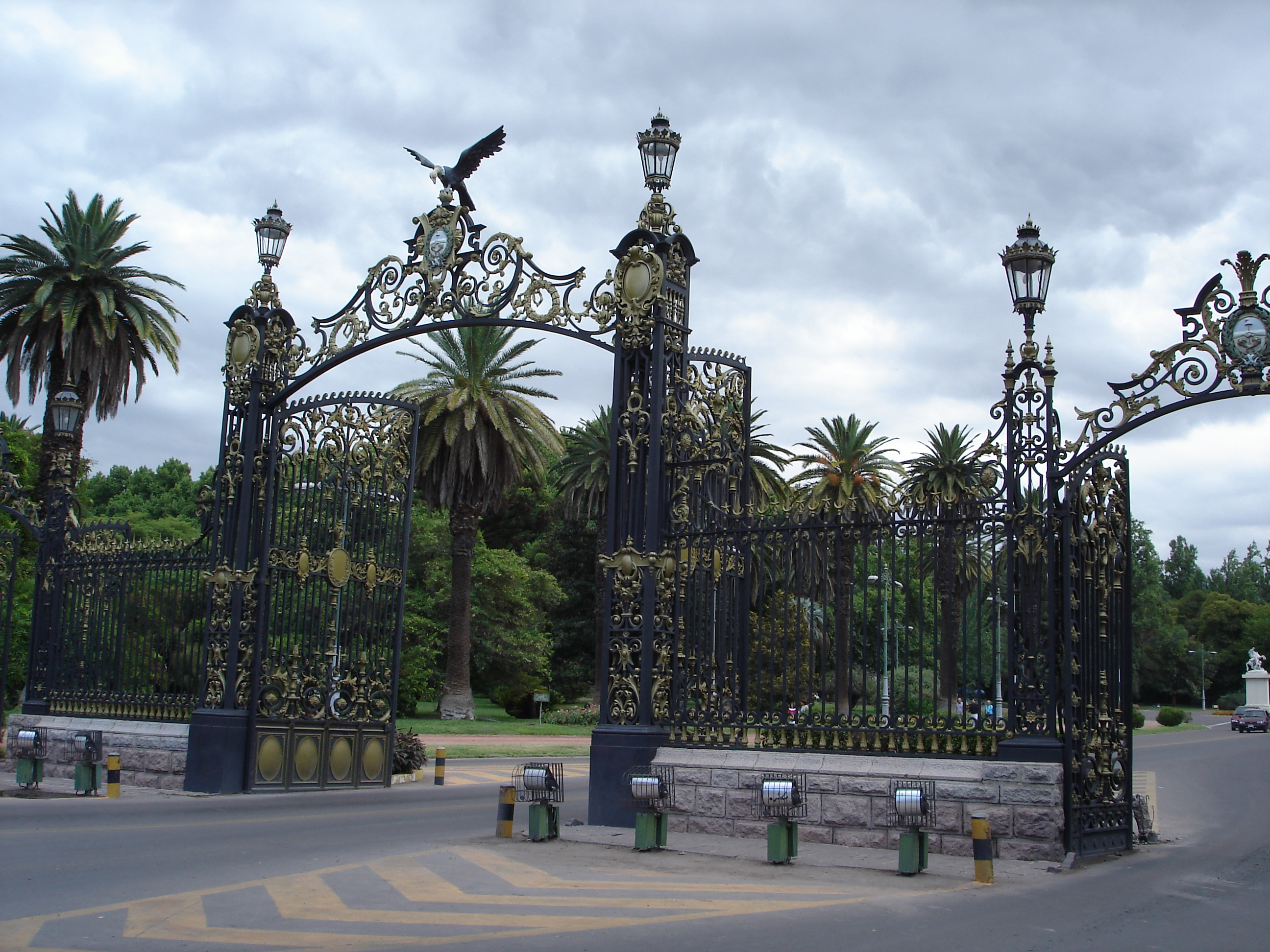
Tore am Haupteingang

Der General-San-Martín-Park liegt in der Stadt Mendoza und ist der älteste Park in der Provinz Mendoza. Er wird durch die Alleen Carlos Washington Lencinas (im Norden), San Francisco De Asís (im Süden) und Boulogne Sur Mer (im Osten) begrenzt, während die Ausläufer der Anden die westliche Grenze bilden. Seit der Erweiterungen des Parks bildet der Abwassergraben Zanjón Frías, der die Stadt Mendoza und das Departamento Godoy Cruz trennt, die südliche Grenze. Der Park zählt 34 Skulpturen und umfasst eine Fläche von etwas 400 Hektar bei einer Länge von 17 Kilometern.

## Geschichte

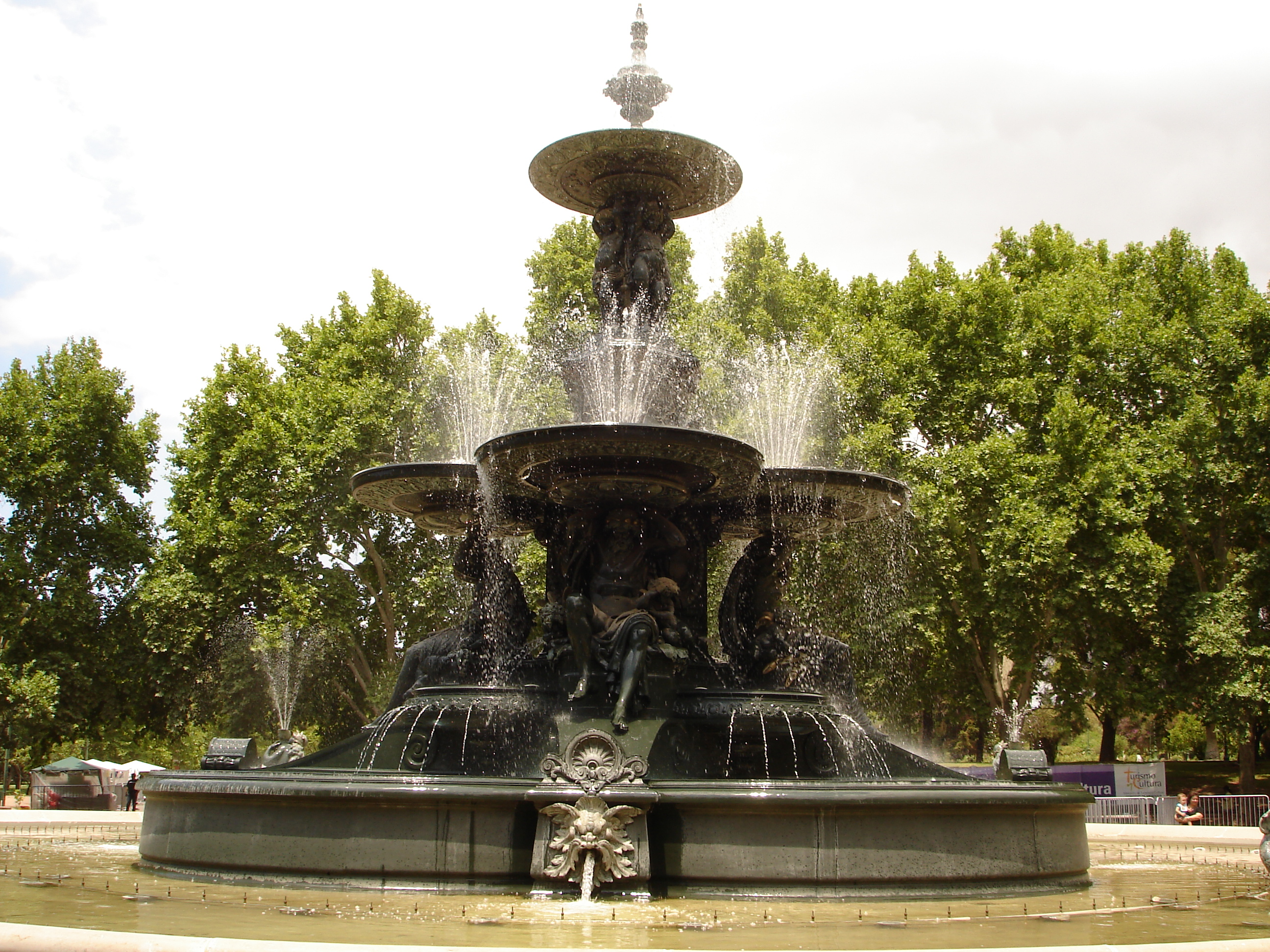
Brunnen der Kontinente

Nach dem Erdbeben von 1861, das Mendoza vollständig zerstörte, wurde die Stadt von schweren Diphtherie-, Cholera- und Masernepidemien heimgesucht. Der Ursprung des Parque del Oeste, so der ursprüngliche Name, basierte auf Studien des Hygienikers Emilio Coni, der Maßnahmen zur Verbesserung der öffentlichen Gesundheit vorschlug, darunter den Bau eines Provinzkrankenhauses in einer erhöhten Lage der Stadt. Zur Umsetzung dieser Pläne verabschiedete die Regierung von Mendoza am 6. November 1896 das Gesetz Nr. 19, das 158.000 Pesos für die Arbeiten auf staatlichem Land westlich der neuen Stadt bereitstellte. Der Architekt Carlos Thays, ein renommierter französischer Landschaftsarchitekt, wurde mit der Gestaltung der Anlage beauftragt. Er kombinierte in seinem Entwurf romantische englische und klassische französische Landschaftsgestaltung. Die Arbeiten begannen 1897 unter der Leitung des städtischen Vermessers Domingo Barrera, der die Erdbewegungen und Straßenplanungen gemäß Thays' Plänen durchführte. Der Park verbindet organische, malerische Elemente mit rationalen Designs, erkennbar an der Avenida de los Plátanos und der Avenida del Libertador.

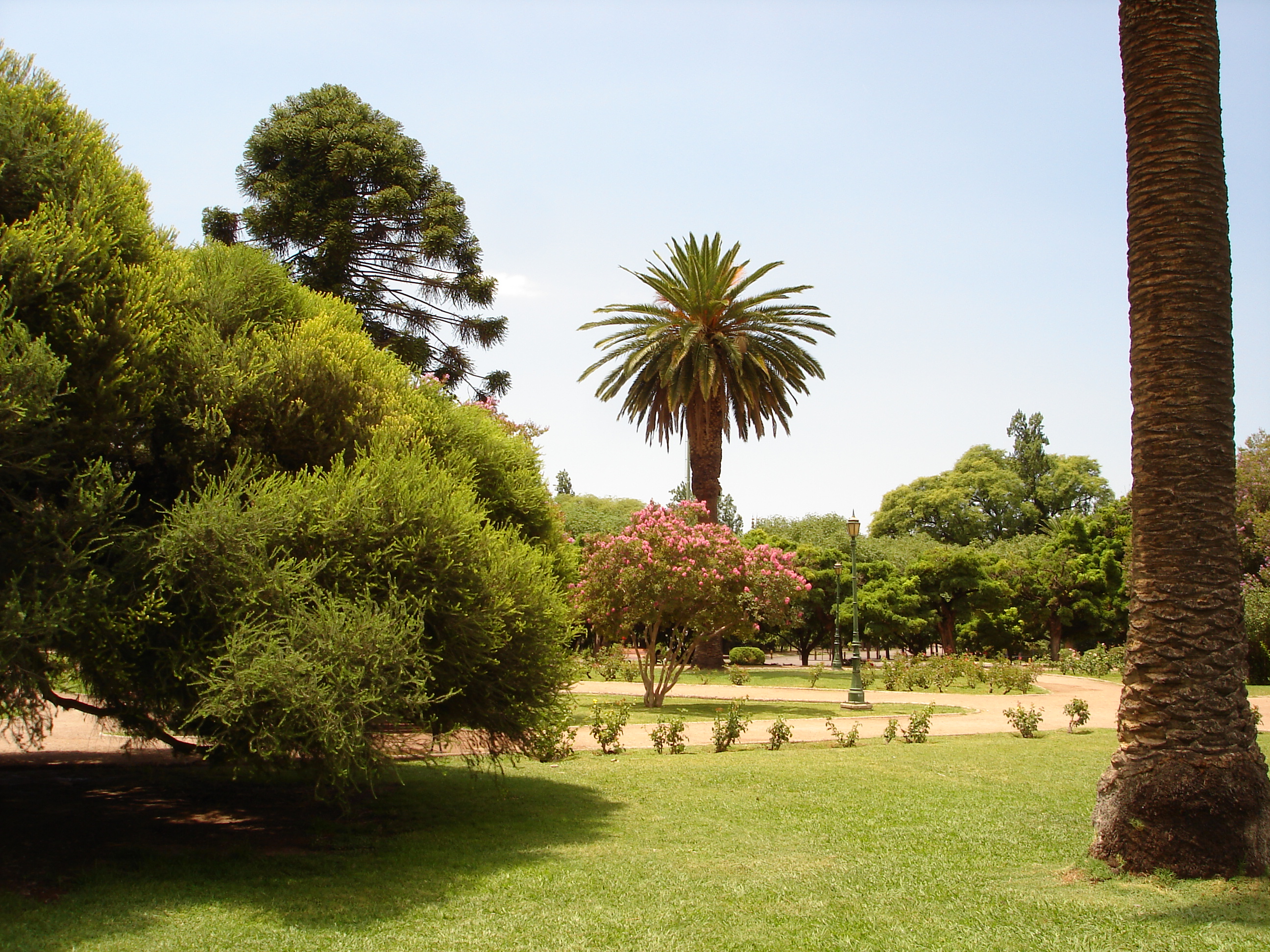
Rosengarten

Im Jahr 1903 wurde der erste Zoologische Garten von Mendoza am nördlichen Rand des Parks angelegt. 1907 eröffnete das Provinzkrankenhaus und 1909 wurden Tore installiert, die von der McFarlane-Gießerei in Glasgow erworben wurden und von der Figur eines Kondors und dem Wappen von Mendoza gekrönt sind. 1914 folgten Marmorskulpturen der Caballitos de Marly, gefertigt von der Firma Sahores y Ojeda, die die klassische Achse des Parks verstärkten. In der Nähe wurde 1912 der Fuente de los Continentes aufgestellt, Skulpturenensemble, das bei Val d'Osné in Frankreich in Auftrag gegeben wurde. Der künstliche See, das Herzstück des Parks, diente sowohl als Wasserreservoir als auch für Wassersportarten und Bootsfahrten. Eines der ersten Gebäude am Seeufer war der 1909 vom Ingenieur Juan Molina Civit errichtete Regattaclub. 1919 wurde der Rosengarten, entworfen von Raúl Jacinto Álvarez, eröffnet, um der Bevölkerung neue Erholungsräume zu bieten. Von dort aus konnte man mit der Cuyanita, einem kleinen Boot, zur Insel im See fahren. 1937 wurde das öffentliche Schwimmbad Playas Serranas eröffnet, entworfen von den Architekten Manuel und Arturo Civit, um Badegästen mit geringem Einkommen Zugang zu bieten. Es wurden Konzessionen für die Gründung von Fußball- (Independiente Rivadavia und Gimnasia y Esgrima) und Tennisvereinen (Mendoza Tenis Club und Andino Tenis Club) vergeben. Darüber hinaus wurden ein Reitklub und ein Golfklub eingerichtet. In den 1930er Jahren wurde der Aborigine-Park, ein Bereich, der die einheimische Flora der Region bewahren soll von Benito de San Martín angelegt. Nachdem die Nutzung des Sees als Schwimmbecken verboten wurde, wurde das Gebäude Playas Serranas, das als eines der bedeutendsten Werke rationalistischer Architektur im nautischen Stil des Landes gilt, 1989 Sitz des Museums für Natur- und Anthropologiewissenschaften Juan Cornelio Moyano.

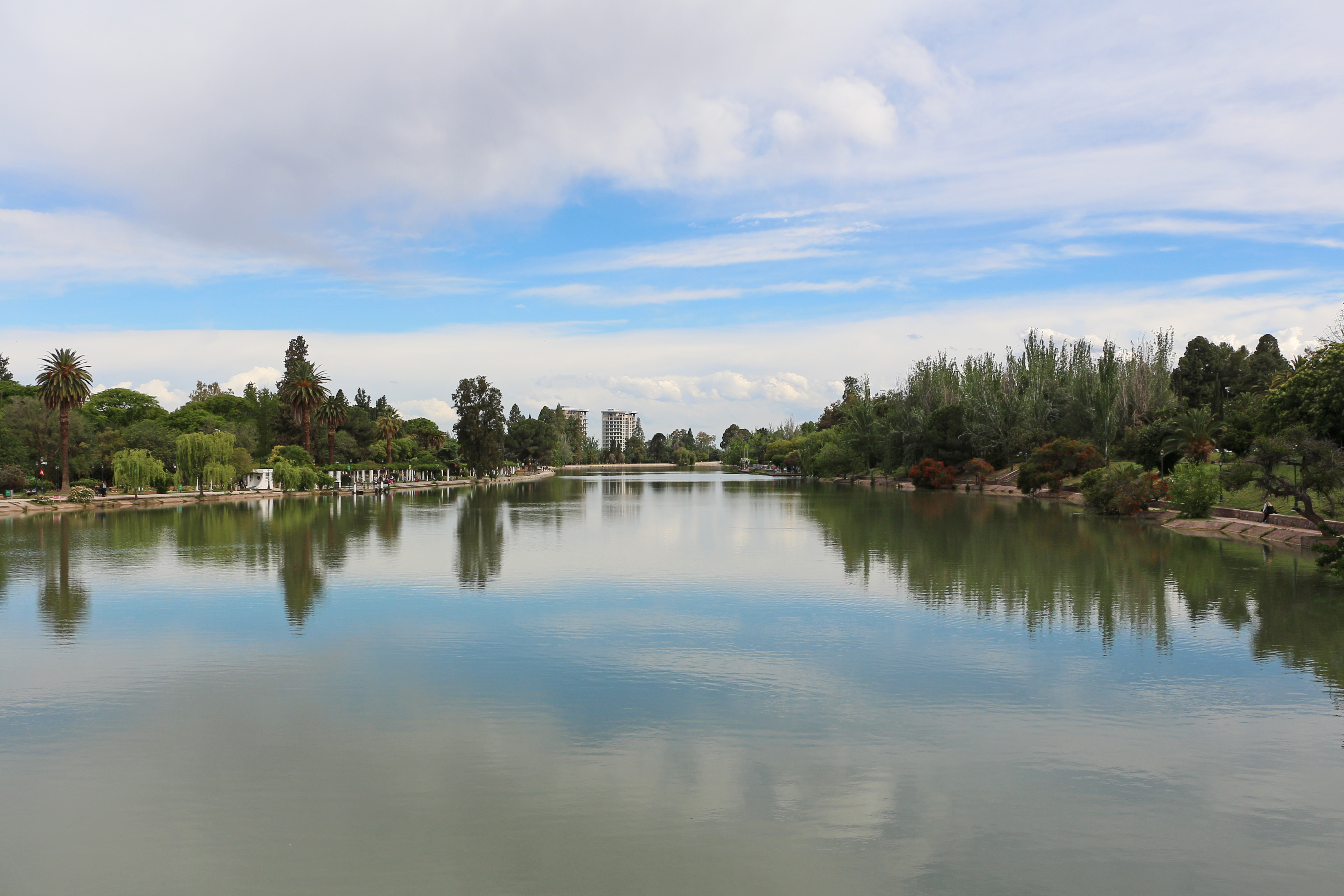
See

In den 1940er Jahren wurden unter der Leitung des Architekten Daniel Ramos Correas bedeutende Renovierungen durchgeführt, darunter die Neugestaltung des Parkeingangs und des Umfelds des 1914 von Juan Manuel Ferrari geschaffenen Denkmals für die Andenarmee. Der Bau des kleinen Freilichttheaters (heute Pulgarcito), des Großen Griechischen Theaters (später Frank Romero Day) und die Verlegung des Zoos an den Cerro de la Gloria sind weitere Beiträge von Ramos Correas.
In den 1950er Jahren war der Park der Protagonist der „America Fair“, einer Ausstellung für Kultur, Wissenschaft und Technologie, die von der nationalen Regierung nach dem Vorbild der Industrieausstellungen des vorigen Jahrhunderts organisiert wurde. Als Zeuge der Gebäude, die auf den Wiesen des Parks errichtet wurden, ist nur noch der kubanische Pavillon erhalten, der sich östlich des Denkmals für den Flieger Benjamín Matienzo befindet. Ebenfalls in diesem Jahrzehnt wurde das Eva-Perón-Schulheim eingeweiht. Wenige Meter von dort entfernt wurde in den 1960er Jahren die die Universitätsstadt errichtet, Sitz der Universidad Nacional de Cuyo. In den Jahren 1976 bis 1978 wurde das Estadio Malvinas Argentinas (bis 1982 Estadio Ciudad de Mendoza) erbaut.

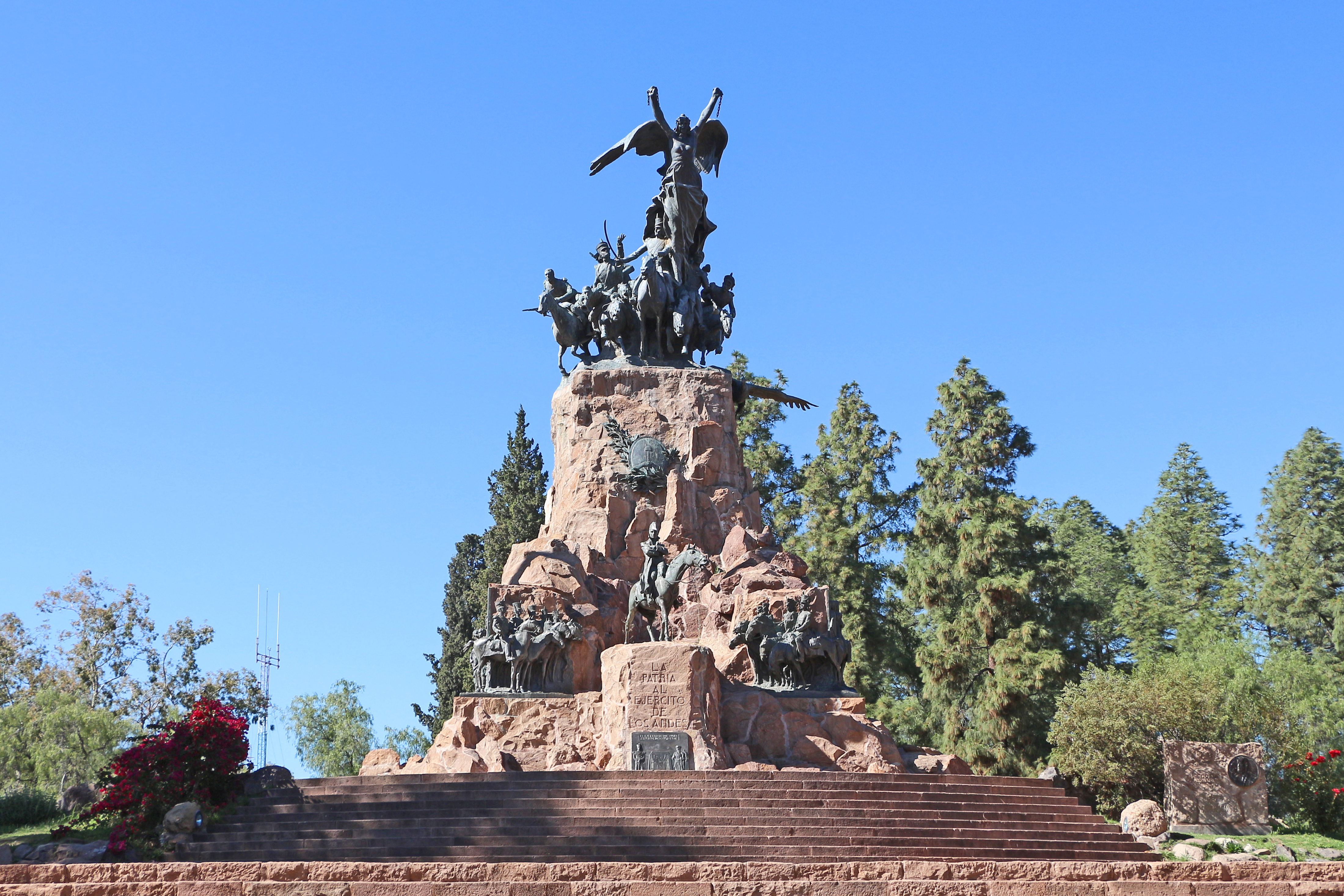
Denkmal für die Andenarmee

1996 wurde der Park per Gesetz Nr. 6.394 zum geschützten städtischen Umweltbereich erklärt, um sein historisches und landschaftliches Erbe zu bewahren.